# Thư rác
Thư rác hay còn được dùng trong nguyên dạng tiếng Anh là junk mail hay bulk mail.
Nghĩa nguyên thủy trong ngành bưu chính Hoa Kỳ của từ này là các loại thư đã được chuẩn bị từ trước (về nội dung) để gửi đi ở một cước giá thấp. Sự chuẩn bị trước này bao gồm cả việc lựa chọn sẵn mã vùng để gửi.
Tuy nhiên, trong nghĩa thông thường, thư rác được dùng để chỉ các loại thư có nội dung quảng cáo hay các loại hàng miễn phí cho để dùng thử, loại hàng thường thấy nhất là các loại phần mềm trên các đĩa CD được gửi tới nhiều địa chỉ gia đình hay cơ sở thương mại. Khái niệm "rác" đến từ ý nghĩa là những lá thư này thường bị loại bỏ hơn là có được sự lưu tâm của người nhận. Dựa vào việc đọc các cơ sở dữ liệu liên quan đến người nhận, các nhà quảng cáo có thể chọn lọc ra loại thư nào thích hợp. Thí dụ những người thích chơi thể thao có thể nhận về nhiều thư rác liên quan đến các sản phẩm thể thao. Một số người chấp nhận các thư rác và cho rằng qua đó có thể tìm ra các thứ (sản phẩm, dịch vụ,...) thích hợp nhưng cũng có nhiều người không thích chúng và gửi trả lại nơi quảng cáo. Ở Hoa Kỳ đã có luật yêu cầu người gửi các thư rác phải nhận lại (với cước phí) các thư bị gửi trả về.
Một nghĩa hẹp của chữ thư rác được dùng để chỉ các loại thư điện tử vô bổ được gửi tới từ nhiều nguồn khác nhau trong đó bao gồm các loại thư nhũng lạm, thư quảng cáo, các thư dây chuyền không có ý nghĩa thiết thực, các loại thư khiêu dụ và các virus.
Một trong những vụ thư rác nổi tiếng nhất là virus LoveBug có nguồn gốc ở Philippines